# Івановка (Астраханська область)
Івановка  (рос. Ивановка) — село у Єнотаєвському районі Астраханської області Російської Федерації.
Населення становить 731 особу (2010). Входить до складу муніципального утворення Іваново-Ніколаєвська сільрада.

## Історія
Населений пункт розташований на території українського етнічного та культурного краю Жовтий Клин. Від 1925 року належить до Єнотаєвського району.
Згідно із законом від 6 серпня 2004 року органом місцевого самоврядування є Іваново-Ніколаєвська сільрада.

## Населення
| 2002 | 2010 |
| ---- | ---- |
| 690  | ↗731 |